# Solvädersbyn
Solvädersbyn är en gata i norra Biskopsgården i Göteborg. Längs gatan ligger 124 hus i form av friliggande par eller radhus. Dessa hus uppfördes ursprungligen för Olympiska vinterspelen 1994 i Lillehammer och återanvändes vid VM i friidrott 1995. Husen fick sin slutliga placering år 1996. Husen står på torpargrund och har en trädgård med uteplats. Till varje hus finns ett utvändigt förråd och en parkeringsplats.
De övriga gatorna i området har fått namn med friidrottstema istället för väder och meteorologitema som andra gator har i Biskopsgården.
På samma plats som området nu ligger byggdes 1954 Europas då längsta hus. Huset revs 1995.